# منى جلال
منى جلال (7 يناير 1972 -)، ممثلة مصرية.

## عنها
بدأت العمل بالمجال الفني بسن صغيرة وذلك في أعمال مسرحية وتلفزيونية عديدة، واستمرت بالعمل الفني على الرغم من توقفها لفترات طويلة.

## أعمالها

### مسلسلات
| - يتربى في عزو:2007 -جيجي - أرض الرجال:2005 - الجانب الآخر من الشاطىء:2005 - حدث في الهرم:2004 - فلاح في بلاط صاحبة الجلالة:2003 | - يوم عسل يوم بصل:1998 - القلب يخطيء أحيانا:1998- أحلام - كوكي كاك (ج2):1998 - أوراق مصرية (ج1) :1998 | - الحصيدة:1997 - المال والبنون (ج2): 1995 - نهله - الأزواج الطيبين:1993 - ألفت - زمن عايش ابو العروسة |

| - الجنتل:1996 - جارة سعاد وشهر - واحد لمون والتاني مجنون:1996 - - عطيات - الجاسوسة حكمت فهمي:1994 - راشيل اليهودية زوجة ألبير - الحجر الداير:1992 | - كوكب ميكي:2009 - ثورة الشطرنج: - آه يا غجر: - اللغز:سهرة تليفزيونية |

## روابط خارجية
- منى جلال على موقع IMDb (الإنجليزية)
- منى جلال على موقع قاعدة بيانات الأفلام العربية